# Gadegast

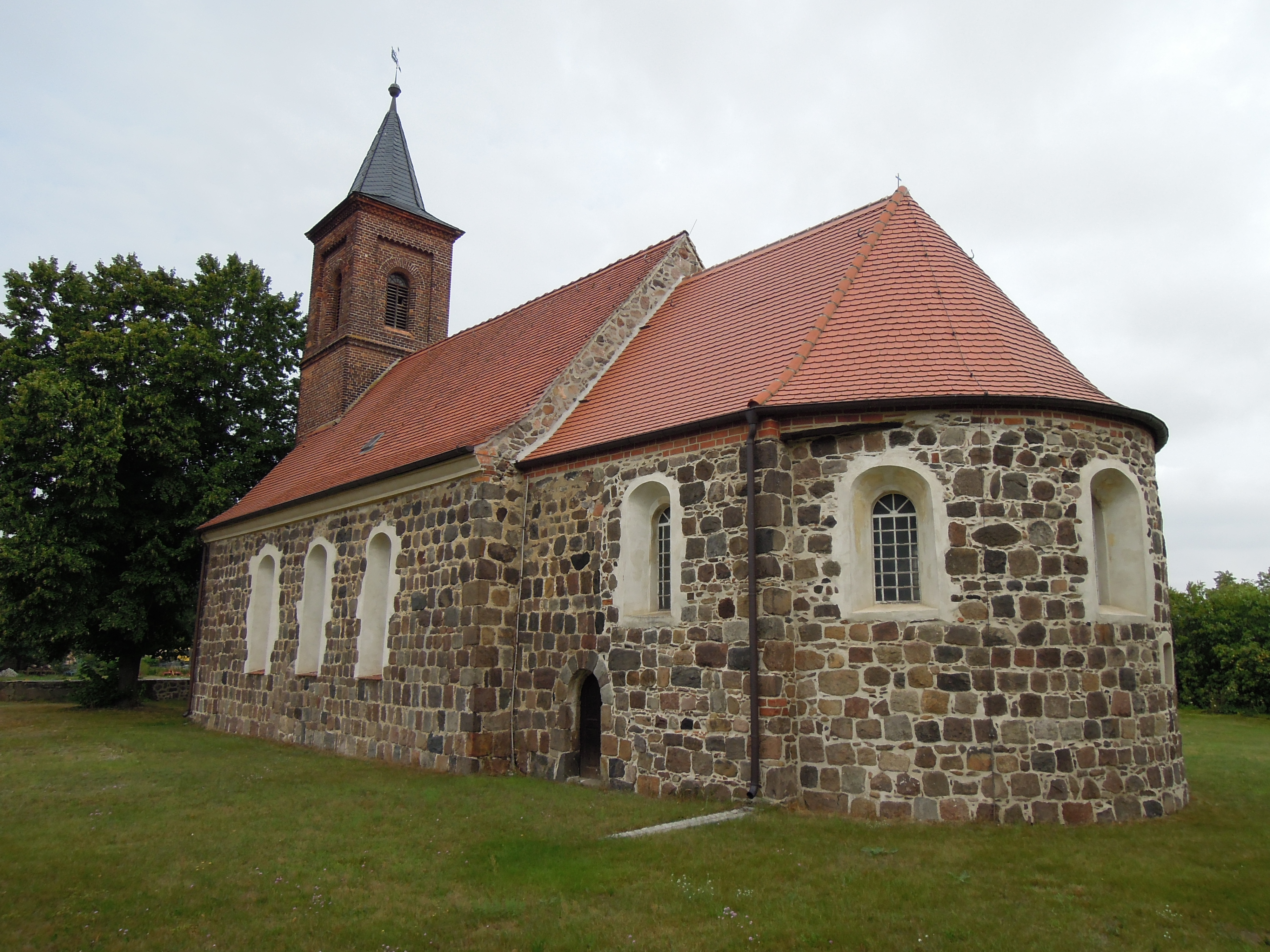
Kirche Gadegast

Gadegast  ist ein Ortsteil der Stadt Zahna-Elster im Landkreis Wittenberg in Sachsen-Anhalt.

## Geografie
Gadegast liegt ca. 17 Kilometer östlich der Kreisstadt Lutherstadt Wittenberg.

## Geschichte
1385 wurde die Gemeinde erstmals urkundlich erwähnt. Die Schreibweise des Ortsnamens lautete 1508 Gathegast und 1550 Gategast. Die Gemeinde lag bis 1815 im sächsischen Amt Seyda und wurde danach preußisch.
1550 lebten hier 32 besessene Mann, darunter 18 Gärtner, die direkt dem Amt Seyda unterstanden. Das Dorf verfügte damals über einen eigenen Dingstuhl und Richter. Der Ort hatte eine eigene Pfarrkirche.
Gadegast war bis 1994 eine selbstständige Gemeinde im Landkreis Jessen, seitdem ist sie Teil des Landkreises Wittenberg. Am 1. Januar 2011 wurde der Ort zusammen mit den Gemeinden der aufgelösten Verwaltungsgemeinschaft Elbaue-Fläming Teil der neugebildeten Stadt Zahna-Elster. Seitdem ist Gadegast Ortschaft und Ortsteil der Stadt.

## Politik

### Ortsbürgermeister
Ortsbürgermeister ist Matthias Schulze (Stand: 2024).

### Wappen
Blasonierung: „In Blau aus dem unteren Schildrand wachsend zwei gekreuzte goldene Dreschflegel, über dem Schnittpunkt drei goldene Ähren.“
Es war Beschluss der Gemeinde, ein Wappen in das Genehmigungsverfahren zu bringen, das in einfacher Weise Bezug zur Landwirtschaft nimmt. Die Gestaltung und Einbringung ins Genehmigungsverfahren erfolgte durch den Kommunalheraldiker Jörg Mantzsch.
Die Farben der Gemeinde sind Gelb - Blau.

## Verkehr
Die Landesstraße L 123 Zahna – Seyda führt durch den Ort. Zur Bundesstraße B 187, die Lutherstadt Wittenberg und Jessen verbindet, sind es in südlicher Richtung elf Kilometer.
Der nächstgelegene Bahnhof ist Zahna an der Bahnstrecke Berlin–Halle.

## Kirche
Die Kirche Gadegast ist ein Granitquaderbauwerk mit eingezogenem Chor und Apsis aus der ersten Hälfte des 13. Jahrhunderts. Die regelmäßigen Steinlagen sind ab Höhe der Sohlbank gestört. Im Chor ist südlich die rundbogige Priesterpforte eingelassen, der ursprüngliche Haupteingang im Süden ist vermauert. Die Fenster sind spätbarock verändert, vermutlich um 1820; der schlanke, quadratische Westturm wurde in der Mitte des 19. Jahrhunderts angefügt.
Im flachgedeckten Innern ist der rundbogige Triumphbogen mit gotisierender Rankenmalerei verziert. Die einheitliche Ausstattung stammt aus der Zeit um 1820, dazu gehören die Hufeisenempore, die Kanzel, das Gestühl und die Sandsteintaufe. Die neugotische Altarwand mit seitlichen Durchgängen wurde 1885 geschaffen; das Retabel ist mit einem spätnazarenischen Christusbild versehen. Die Ausmalung aus dem Jahr 1908 wurde 1996 restauriert.